# Хоалы (древняя столица)
Хоалы (вьет. Cố đô Hoa Lư, ко до хоа лы) — бывшая столица Вьетнама, являлась политическим, экономическим и культурным центром Дайковьета (X век). Географически расположена в деревне Чыонгйентхыонг (вьет. Trường Yên Thượng) в современном городе Хоалы в провинции Ниньбинь. Старая столица — родина трёх вьетнамских династий: Динь, Ранняя Ле и Ли. Старый город имеет площадь около 300 гектаров, включая внешнюю и внутреннюю крепости, и окружён горами.

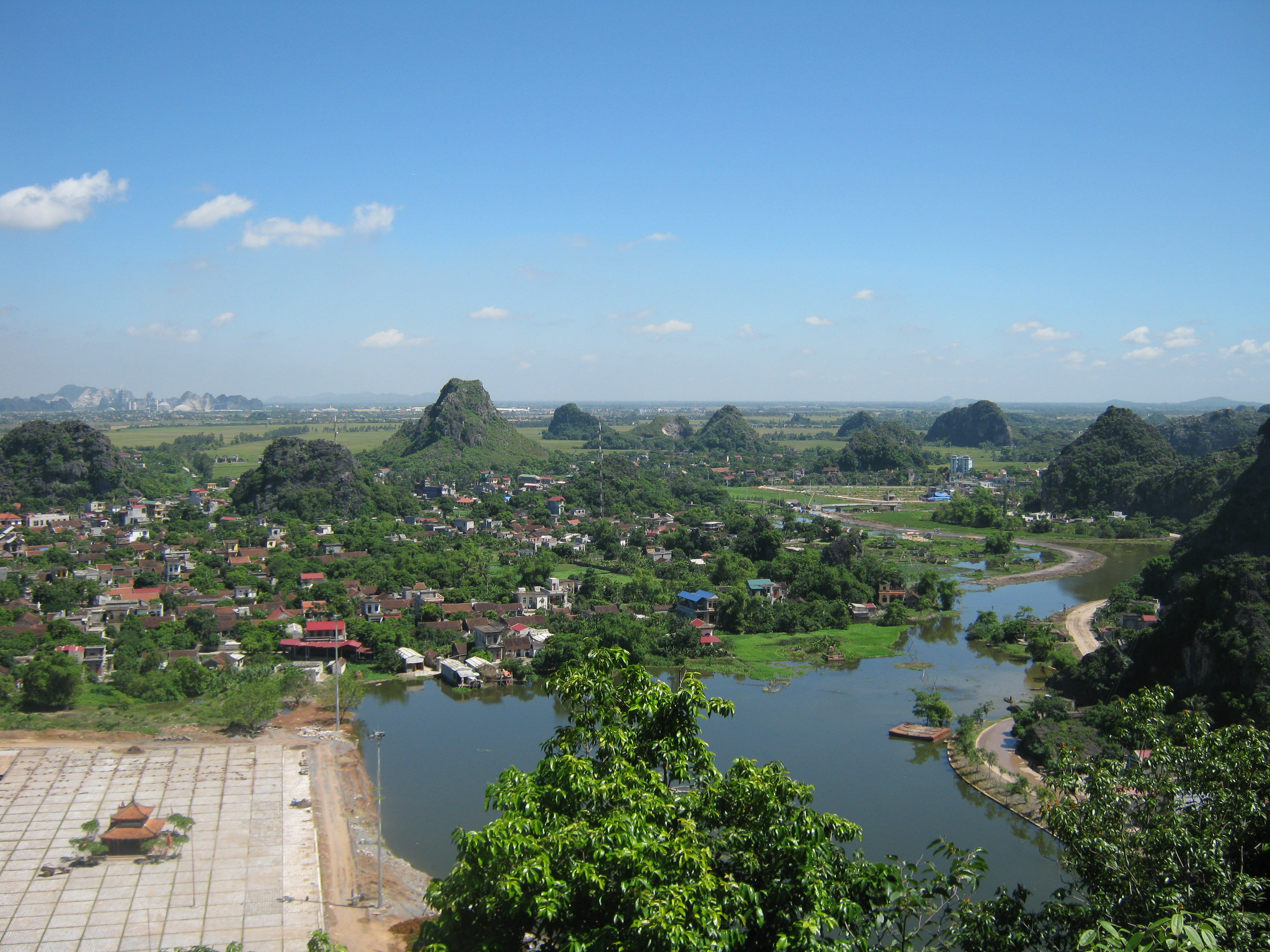
Ворота Хоалы

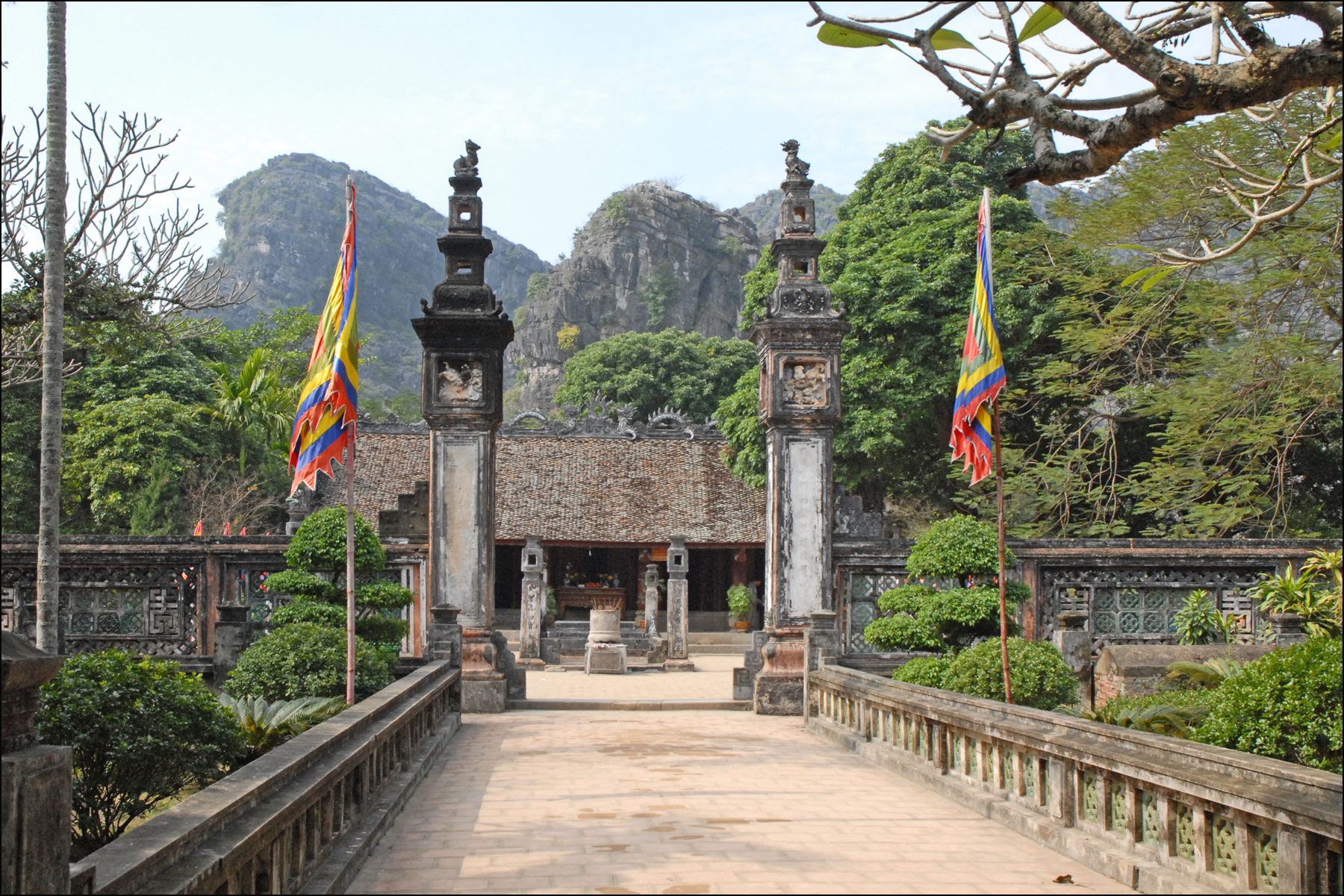
Храм Динь Тьен Хоанга в Хоалы

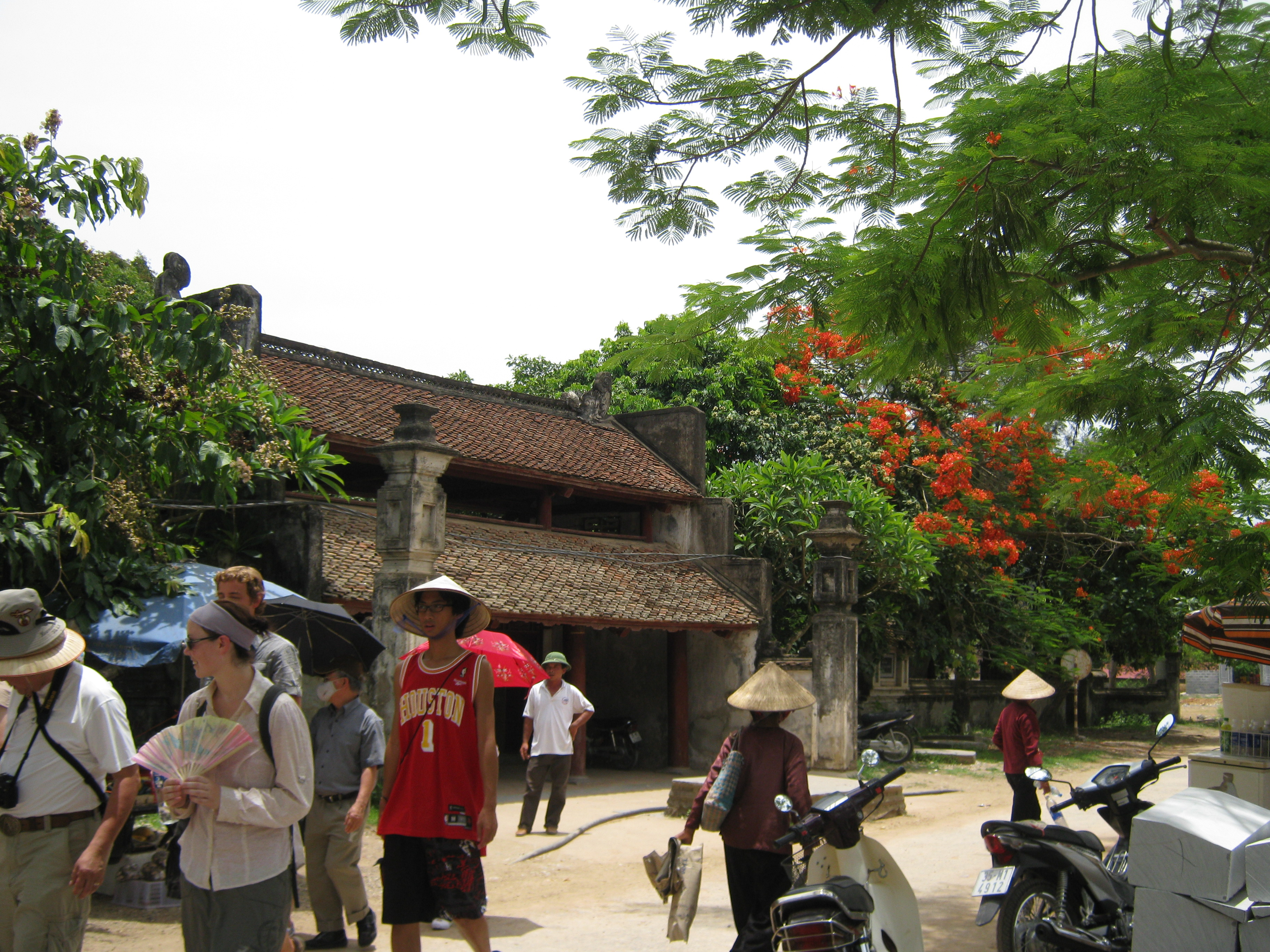
Храм Ле Дай Ханя

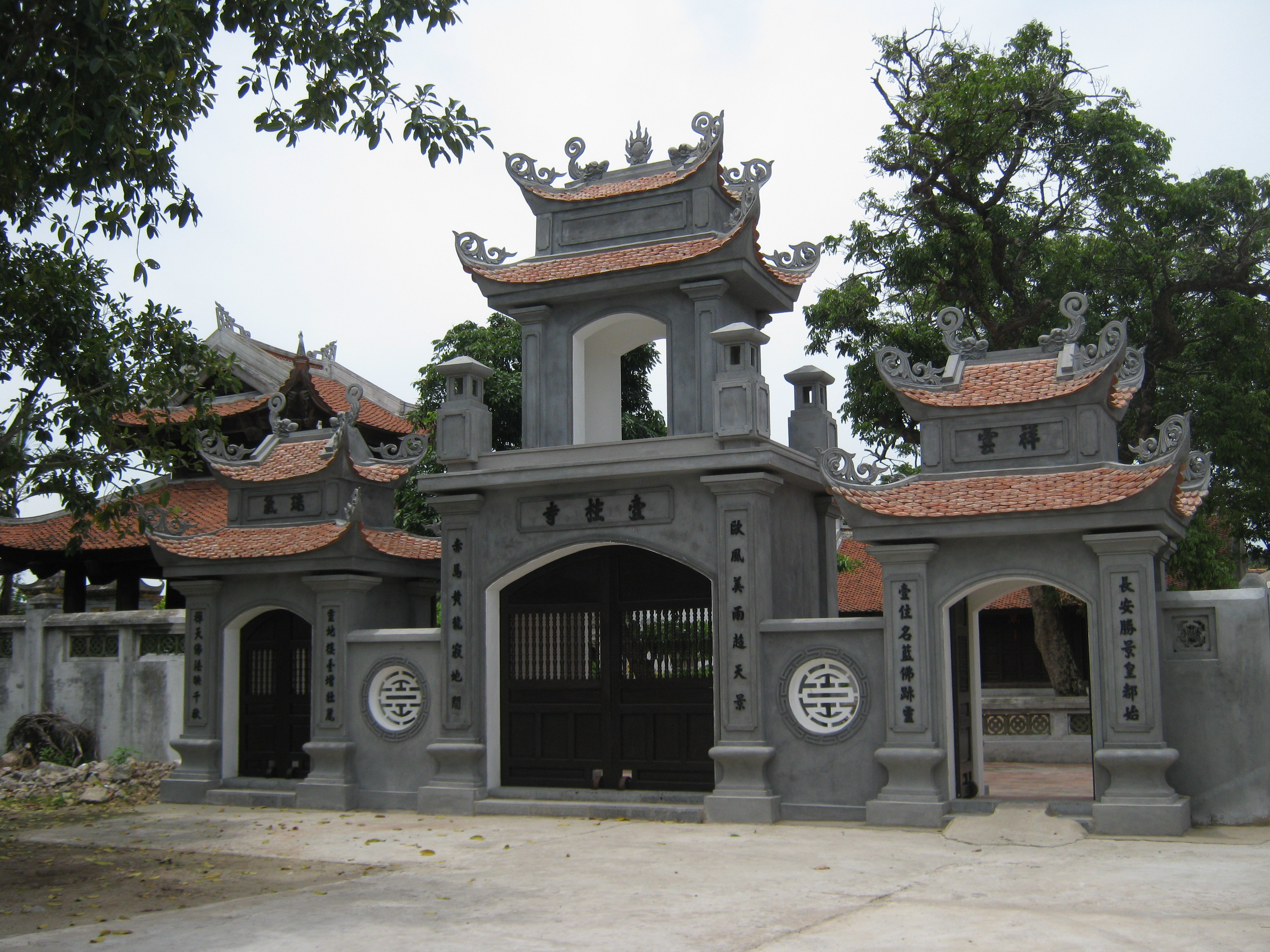
Пагода Нят Чу

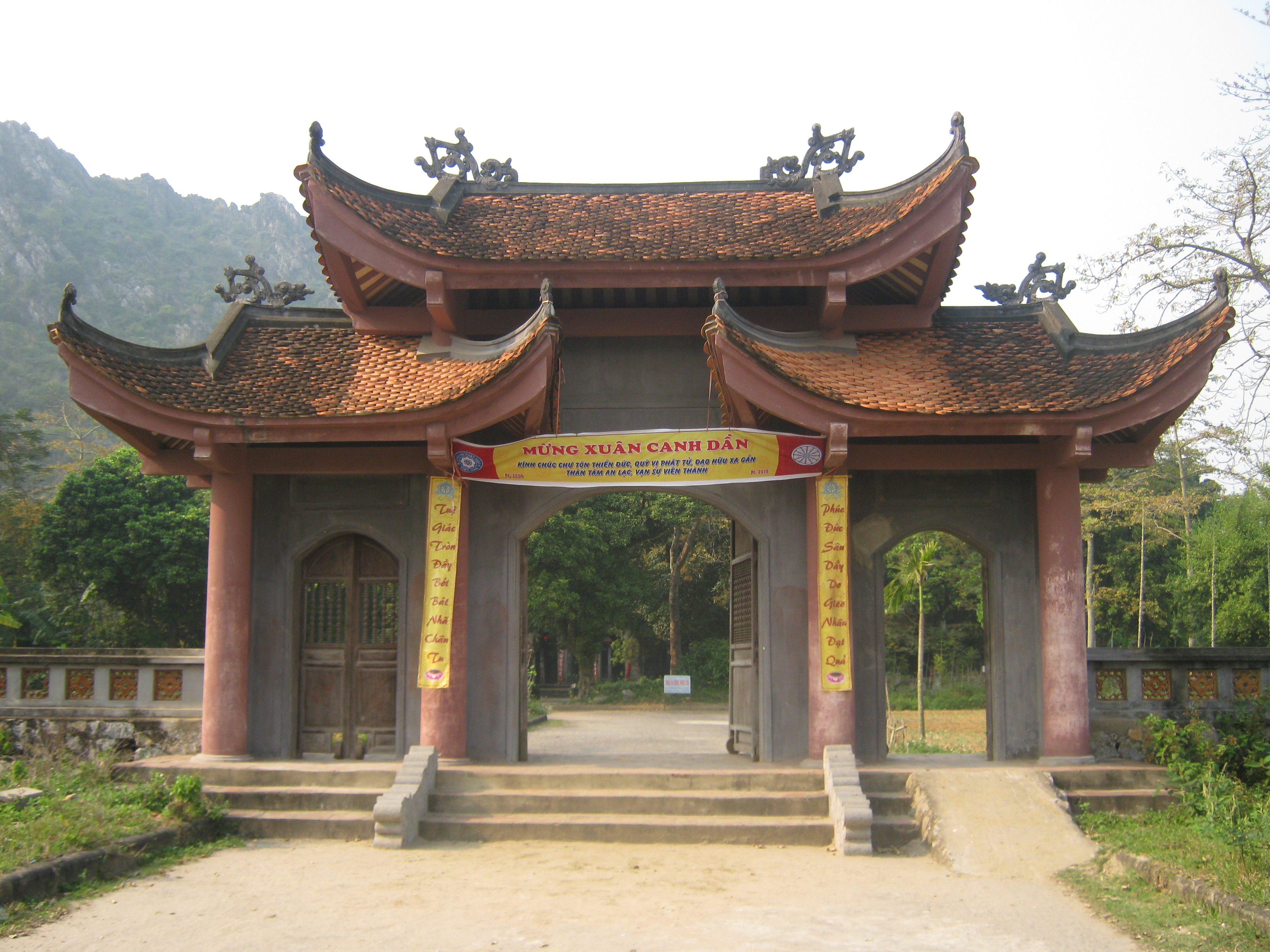
Пещера Тхьен Тон

Король Ли Конг Уан перенёс столицу в Тханглонг в 1010 году. Старая крепость Хоалы разрушилась, самые ранние исторические памятники города относятся к правлению династии Динь — второй половине X века. В Хоалы имеются храмы Динь Тьен Хоанга и его сыновей, Храм Ле, посвящённый Ле Дай Ханю, Королеве Зыонг Ван Нга и их сыновьям. Административно древний город Хоалы находится в одноимённом уезде в провинции Ниньбинь.

## Культурные памятники
На территории Хоалы сохранилось 47 памятников, среди них храмы Ле Дай Ханя, Динь Тьен Хоанга, Ной Лама, Бай Диня, пещера Тхьен Тон, гроты Чанг Ан, пагода Бан Лонг.

### Храм Динь Тьен Хоанга
Храм расположен в деревне Чыонгйентхыонг. Жители Хоалы построили этот храм, чтобы поклоняться выходцу из Хоалы — императору Динь Тьенг Хоангу. Он был рождён в семье крестьян, но вырос талантливым военным, сумевшим разбить 11 других шыкуанов и объединить страны. Он стал первым основателем централизованной вьетнамской династии — Динь.
Храм стоит на месте главного дворца королевской крепости, построенного по правилам фэн-шуя: «спереди река, а сзади — гора».

### Храм императора Ле Дай Ханя
Этот храм находится в деревне Чыонгйенха (вьет. Trường Yên Hạ), в 200 метрах от храма Динь Тьен Хоанга. Архитектура храмов имеет много общих черт. В храме Ле Дай Ханя нет каменных ступеней и каменного столба, как в храме Динь Тьен Хоанга, таким образом, эти храмы могут давать представление об отличиях архитектуры в династии Ле и Динь.
В храме имеется пять помещений. В центральном скульптура самого́ Ле Дай Ханя восседает на троне, одетая в головной убор биньтхьен. Лицо статуи спокойно улыбается. В том же помещении стоит статуя императрицы Зыонг  Ван Нга, что свидетельствует о народном почтении к матери двух императоров. Её статуя расположена по левую руку от императора. Императрицу изобразили по канонам красоты того времени, а одежда украшена орнаментами.

### Пагода Нят Чу
Ле Дай Хань построил в Хоалы пагоду Нят Чу (вьет. Chùa Nhất Trụ). Император Ли возвёл аналогичный храм в Ханое. В пагоде находится множество памятников древности. Во дворике пагоды находится каменный столб, на котором высечена вся история сооружения.

### Храм дочери Динь Тьен Хоанга
Неподалёку от пагоды Нят Чу находится небольшой храм в честь дочери Динь Тьен Хоанга, которую выдали за талантливого чиновника Нго Кханя. Молодожёны сбежали на юг, в Тямпу, однако она вернулась спустя год. Её посадили в тюрьму, а позже отослали в Нят Чу для пострижения в монахини. Когда Динь Тьен Хоанга убили в 979 году, принцесса совершила самоубийство, прыгнув в колодец близ пагоды. В её честь позже возвели храм.

### Пещера Тхьен Тон
Согласно легенде, Динь Бо Линь встретился в этой пещере с провидцем, когда воевал с другими шыкуанами. Он преподнёс дары, которые были приняты, ему было предсказано победить в этой войне, что вскоре и случилось.
В пещере растут фруктовые деревья. Тхьен Тон состоит из двух помещений, внешнее больше, а внутреннее меньшего размера. Во внешнем поклоняются Будде, а во внутреннем — бессмертным. Это сочетание делает пещеру религиозным комплексом сразу двух вероисповеданий: буддизма и даосизма. В пещере находится несколько артефактов: настенная роспись времён Ле Хьен Тонга во внешней комнате, несколько лакированных буддийских статуэток. Все объекты поклонения, включая столбы и алтари, украшены стилизованными драконами — символами династии Ли.

## Фестиваль старой столицы Хоалы

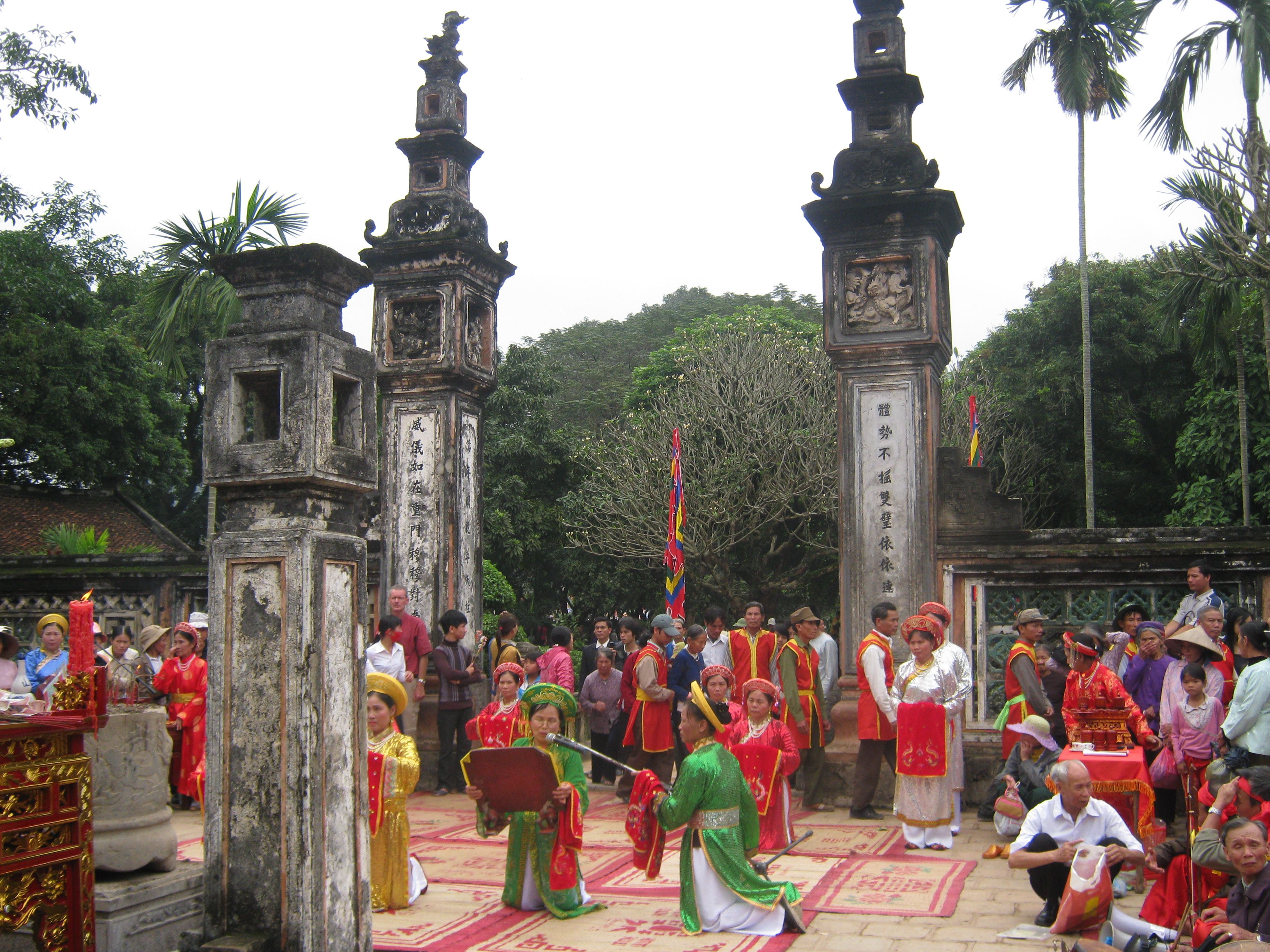
Фестиваль старой столицы

Фестиваль Хоалы проводится весной. Украшенная процессия движется к храму Динь Тьен Хоанга.